# Commelina bella
Commelina bella är en himmelsblomsväxtart som beskrevs av Anna Amelia Obermeyer. Commelina bella ingår i släktet himmelsblommor, och familjen himmelsblomsväxter. Inga underarter finns listade.